# 代田銀太郎
代田 銀太郎（しろた ぎんたろう、1914年 - 2006年6月7日）は、日本の陸軍軍人・作詞家。最終階級は中尉。
戦後の死刑囚時代に「ああモンテンルパの夜は更けて」の作詞を手がけたことで知られる。

## 生涯
長野県下伊那郡松尾村（現在の飯田市）出身。第二次世界大戦の勃発に伴い陸軍に召集され、憲兵としてフィリピン・セブ島を転戦。終戦時は少尉であったが、ポツダム宣言により中尉に昇進。
その後、戦犯死刑囚としてフィリピンのモンテンルパにある刑務所に収容された。1951年、自身と同じ死刑判決をうけた日本兵が処刑されたのを契機に、同僚たちを勇気付けるため「ああモンテンルパの夜は更けて」を作詞。代田と同じく死刑囚となっていた伊藤正康大尉が曲をつけた。
この歌は1952年に当時のトップ歌手・渡辺はま子が歌い、空前の大ヒットとなった。渡辺はこの年の暮れに収容所を慰問。100人以上の日本兵の前で「モンテルンパの夜は更けて」を涙ながらに熱唱したという。この歌がきっかけとなって、フィリピンのエルピディオ・キリノ大統領による日本人戦犯の特赦、釈放が行われたともいわれ、結果的に代田は多くの日本人戦犯の命を救った。代田らは1953年に赦免をうけ、7月22日、白山丸で祖国に帰還。巣鴨に収監された後、年末までに全員が釈放された。
戦後は農業の傍ら、地元の土建会社に勤務し、1968年からは通信制高校にも通った。家族には戦犯当時の事をほとんど話さなかったという。
2006年6月7日午前3時56分、肺炎により飯田市内の病院で死去。享年92。

## 演じた人物
- 阿南健治 - テレビドラマ『戦場のメロディ』（2009年、フジテレビ製作）
- 真山章志 - 舞台『モンテンルパ』（2021年、トム・プロジェクト製作）[4]